# Annie Montague Alexander
Annie Montague Alexander (ur. 29 grudnia 1867 w Honolulu, zm. 10 września 1950 w Oakland) – amerykańska zoolog, paleontolog.
Założyła Muzeum Paleontologii (UCMP) oraz Muzeum Zoologii (MVZ) na terenie kampusu Uniwersytetu Kalifornijskiego. Od założenia muzeów do śmierci w 1950 roku finansowała jego zbiory i wspierała szereg ekspedycji paleontologicznych na terenie zachodnich Stanów Zjednoczonych. Sama też brała udział w wielu z tych ekspedycji, gromadząc znaczącą kolekcję skamieniałości i egzotycznych zwierząt łownych, które później przekazała muzeum.

## Edukacja
- 1886–1888 Lasell University, Auburndale, Massachusetts;
- 1900 Uniwersytet Kalifornijski.